# 595
595 (DXCV) var ett normalår som började en lördag i den julianska kalendern.

## Händelser

### Okänt datum
- En kyrklig synod förklarar Abgarlegenden apokryf.

## Födda
- Kim Yushin, general i Silla.

## Avlidna
- 2 september – Johannes IV av Konstantinopel, patriark av Konstantinopel.